# Dos damas venecianas

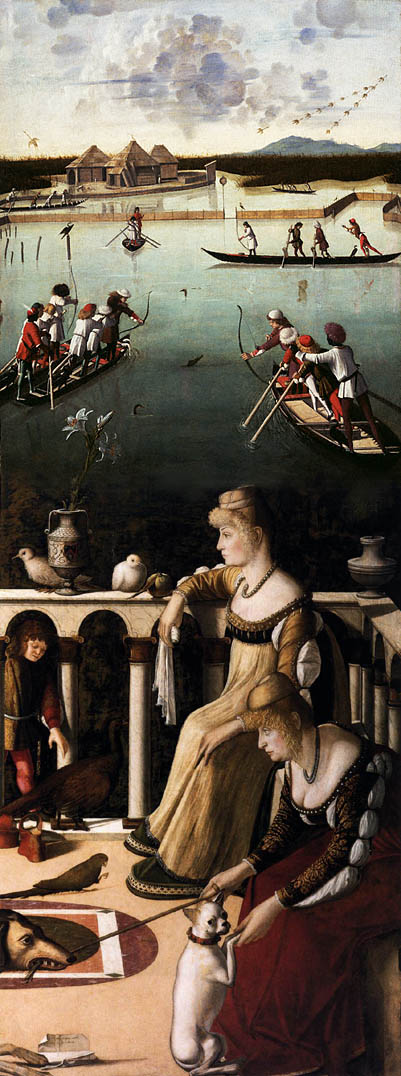
Reconstrucción de su forma original.

Dos damas venecianas es un óleo sobre tabla de 94 x 64 cm de Vittore Carpaccio, que data alrededor de 1490-1495 y se conserva en el Museo Correr de Venecia.

## Descripción y estilo
La pintura ha sido reconocida como la parte inferior del panel Caza en la laguna del Museo Getty (separados desde antes del siglo XIX), aclarando la iconografía de ambas partes. De hecho, la obra muestra un fragmento de la vida cotidiana, de mujeres esperando sentadas en una terraza, mientras los hombres cazan en la laguna. El jarrón que se ve arriba a la izquierda tiene la flor truncada, que se encuentra en la parte inferior del otro panel. La veta idéntica de la madera confirmó entonces la hipótesis. Las bisagras y el pestillo en la parte superior sugieren que se usó como contraventana decorativa para una ventana o como puerta plegable de un gabinete. De hecho, en la parte trasera hay una representación de objetos colgados en trampantojo. Otro panel de similares dimensiones a este cortado y separado habría estado a la izquierda, unidos con bisagras para formar un díptico.
El panel de las dos damas generalmente era datado hacia el 1500 y había disfrutado de gran éxito en el siglo XIX, cuando John Ruskin le dio el pegadizo título de Las dos cortesanas. Su aparente ociosidad y escotes bajos llevaban a esa conclusión. Los historiadores modernos creen sin embargo que es un poco anterior, de 1490-1495 y que se trata de dos damas de alta cuna miembros de la familia patricia Torella, como indica el escudo en el jarrón y las finas prendas a la moda veneciana contemporánea.
Las dos mujeres se encuentran suspendidas esperando ociosamente dentro del cerramiento de mármol de una terraza con motivos geométricos en el suelo. Sus pasatiempos incluyen jugar con dos perros y observar numerosas aves, como una avefría, dos tórtolas y un loro. Un paje mira desde el calado de la balaustrada. Entre los objetos, cuidadosamente investigados, destacan los chapines rojos, un complemento femenino de la época, hasta en el parapeto un jarrón de mayólica con el escudo heráldico de la noble familia Torella y otro de terracota con un mirto.
Las dos damas sentadas a la derecha, retratadas de perfil, son de diferentes edades, una más joven y más madura la más cercana, y van ricamente ataviadas con el típico vestido veneciano de talle alto, con amplio escote y mangas cortadas por separado, creadas para dar mayor agilidad a los movimientos de los brazos y permitiendo también dejar a la vista la preciosa camisola que llevaban debajo; las mangas estaban unidas al vestido mediante cierres adornados con alfileres de oro y plata. Los vestidos están sobriamente decorados con perlas, usadas por las esposas como signo de castidad y respeto hacia su marido: los collares, de un solo hilo, respetando las leyes suntuarias, adornan el escote amplio, mientras que los peinados son similares, también a la moda, con el cabello recogido arrollado sobre la cabeza y una franja de rizos dorados enmarcando el rostro. La mujer más joven apoya el brazo en la balaustrada y en la mano sostiene un pañuelo, símbolo de pureza y prenda de bonus amor.

### Los símbolos
Los objetos presentes tienen precisamente la finalidad de subrayar la virtud de las damas, ya sean solteras, esposas o viudas: la mujer veneciana debía tener una actitud de continencia y modestia, en una sociedad que tenía sus raíces en la familia y maternidad. El matrimonio es recordado por el mirto del jarrón de la derecha, planta vinculada a Venus y María, y por las dos tórtolas, que indican un sólido vínculo esponsal; la naranja también forma parte del simbolismo nupcial, como regalo de las novias. La avefría está vinculada al concepto de fertilidad de la pareja casada, mientras que el loro, habitualmente asociado a María por su capacidad vocal, en referencia a la Anunciación, simboliza aquí el destino de la mujer como esposa. Los dos perros, con su significado de lealtad y atención, sostenidos por la mujer mayor, implican que ella tiene la tarea de custodiar a la reciente esposa y garantizar su respetabilidad. Mientras que el lirio, la parte superior de la flor en el panel del Getty, indica la castidad y recuerda el regalo del arcángel Gabriel a María en la Anunciación.